# Roger Clinton Jr.
Roger Cassidy Clinton (Hot Springs, Arkansas; 25 de julio de 1956) es un actor y músico estadounidense. Es conocido por su papel como él mismo en la película de comedia navideña de 2007 Fred Claus, y es el medio hermano menor del expresidente de los Estados Unidos Bill Clinton.

## Temprana edad y educación
Roger Cassidy Clinton es el único hijo del vendedor de autos Roger Clinton Sr. y la enfermera Virginia Dell Cassidy. Cuando era niño, Bill Clinton (entonces Bill Blythe) a menudo tenía que proteger al joven Roger de su padre alcohólico y periódicamente abusivo. Se convirtió en músico y formó una banda de rock llamada "Dealer's Choice".

## Carrera profesional

### Interino
Clinton ha tenido papeles menores en varias películas, incluidas Bio-Dome y Fred Claus, y fue estrella invitada en varios programas de televisión, incluidos The Nanny como él mismo (vecina), Sabrina, the Teenage Witch y Cybill. También prestó su voz a su medio hermano, el presidente Bill Clinton, en el episodio piloto de The Blues Brothers: The Animated Series.

### Música
Clinton desarrolló su carrera como cantante bajo la dirección del empresario y manager musical de Arkansas, Butch Stone. Adquirió experiencia profesional cantando calentamientos para el público del estudio en las grabaciones de la comedia de situación Designing Women, así como trabajando como cantante de salón.[cita requerida] Como resultado de un acuerdo alcanzado por Stone y el abogado de la industria musical Stann Findelle, Clinton fue contratado inicialmente por Atlantic Records en 1992. Su primer álbum, Nothing Good Comes Easy, fue lanzado en septiembre de 1993 con el sello Pyramid/Atlantic/Rhino. En diciembre de 1999, Clinton y su banda visitaron Pyongyang, actuando junto a actos musicales de Corea del Norte y del Sur. Tocó Farm Aid y cantó "Feelin' Alright" en Cleveland durante "The Cleveland Funeral", un programa producido como parte de The Howard Stern Show.

## Vida personal
De una breve relación con Martha Spivey, tiene una hija llamada Macy (n. 1992). Clinton se casó con Molly D'Ann Martin el 26 de marzo de 1994. Su hijo, Tyler Cassidy Clinton, nació el 12 de mayo de 1994.

### Presidencia de Bill Clinton
Durante la campaña presidencial de su hermano y la administración posterior, el Servicio Secreto le dio a Clinton el nombre en clave "Dolor de cabeza" debido a su comportamiento controvertido. Clinton atrajo la atención negativa de los medios en 2001 cuando se reveló que había aceptado $50,000 y un reloj Rolex en 1999 de los hijos de la mafiosa siciliana Rosario Gambino, una narcotraficante convicta y miembro de la familia criminal Gambino que cumple una sentencia de 49 años, a cambio de presionar a su hermano para que indulte a Gambino. Clinton visitó repetidamente la sede de la comisión federal de libertad condicional para abogar por Gambino. En 1999, Gambino fue incluido en una lista de posibles indultos, pero finalmente no se le concedió uno. En enero de 2001, antes de que su hermano dejara el cargo, a Clinton se le concedió un controvertido indulto presidencial por una condena por posesión de cocaína y tráfico de drogas en 1985. Roger Clinton Jr. había cumplido condena en una prisión federal luego de ser condenado luego de una operación encubierta de conspiración para distribuir cocaína. El indulto permitió borrar la condena de sus antecedentes penales.

### Detenciones por conducir bajo la influencia
Roger Clinton se declaró culpable en agosto de 2001 de un cargo menor de conducción imprudente después de que los fiscales de la ciudad de Hermosa Beach, California, acordaran retirar dos cargos de conducción bajo la influencia (DUI) y un cargo de alteración del orden público en su contra. Luego fue sentenciado a dos años de libertad condicional, se le ordenó no conducir con alcohol o drogas en su sistema y pagar alrededor de $1,350 en multas y costas.
El 5 de junio de 2016, Roger Clinton fue arrestado por DUI en la ciudad costera de Redondo Beach, a unas 20 millas (32 km) al sur del centro de Los Ángeles, California. Dado que habían pasado más de diez años desde su primer DUI, de acuerdo con la ley estatal de California, este arresto también se trató como un DUI por primera vez. Clinton no refutó el cargo de conducir en estado de ebriedad. El cargo de conducir con un contenido de alcohol en la sangre de 0,08% o superior fue descartada. Como parte de su acuerdo de culpabilidad, fue sentenciado a tres años de libertad condicional por DUI y dos días en la cárcel por negarse a una prueba química. Se le ordenó pagar una multa de $390 (que aumenta a casi $2,000 cuando se agregan las multas, las tarifas judiciales y otras multas) y también se le ordenó asistir a un programa de alcohol de nueve meses, lo máximo que puede obtener un delincuente por primera vez. porque su contenido de alcohol en la sangre midió 0.230% y 0.237% en una prueba preliminar de alcohol. Además, debido a que su arresto ocurrió en el condado de Los Ángeles, bajo los términos del Proyecto de Ley 91 de la Asamblea, el Departamento de Vehículos Motorizados de California también requirió que instalara un dispositivo de bloqueo de encendido en todos los vehículos que poseía por un mínimo de 5 meses.

## Filmografía

### Películas
| Año  | Título                      | Rol                                | Notas           |
| ---- | --------------------------- | ---------------------------------- | --------------- |
| 1993 | Pumpkinhead II: Blood Wings | Mayor Bubba                        |                 |
| 1993 | The Last Party              | Cantante y hermano de Bill Clinton | Documental      |
| 1994 | Last Resort                 | Gino                               | Directo a vídeo |
| 1995 | Till the End of the Night   | Frank Riggio                       |                 |
| 1996 | Bio-Dome                    | Prof. Bloom                        |                 |
| 1996 | Spy Hard                    | Agent Clinton                      |                 |
| 1997 | Retroactive                 | Truck Driver                       |                 |
| 1998 | Ivory Tower                 | Tim Cartridge                      |                 |
| 1998 | The Rugrats Movie           | Air Crewman                        | Voz             |
| 1998 | The Gardener                | Dr. Nels Frankle                   |                 |
| 1999 | P.U.N.K.S.                  | Carlson                            |                 |
| 1999 | Implicated                  | Lieutenant Carney                  |                 |
| 1999 | Storm Catcher               | Flight Controller                  |                 |
| 1999 | The White River Kid         | Boot Scooters Proprietor           |                 |
| 2000 | Chump Change                | Studio Executive #3                |                 |
| 2007 | Fred Claus                  | Roger Clinton                      |                 |

### Televisión
| Año       | Título                             | Rol                | Notas                                     |
| --------- | ---------------------------------- | ------------------ | ----------------------------------------- |
| 1992      | Hearts Afire                       | Restaurant Singer  | Episodio: "The Big Date"                  |
| 1995–1996 | The Nanny                          | Roger Clinton      | 3 episodios                               |
| 1997      | Cybill                             | Marty              | Episodio: "Name That Tune"                |
| 1997      | The Blues Brothers Animated Series | President Clinton  | Episodio: "The People's Party"            |
| 1998      | Breakfast with Einstein            | Driver             | Película de televisión                    |
| 1998      | Sabrina the Teenage Witch          | Frank              | Episodio: "Boy Was My Face Red"           |
| 1999      | Timon & Pumbaa                     | Leslie's Boyfriend | Episodio: "It Runs Good/Hot Air Buffoons" |

### Videojuegos
| Año  | Título                            | Rol                                      | Notas |
| ---- | --------------------------------- | ---------------------------------------- | ----- |
| 1995 | Bloodwings: Pumpkinhead's Revenge | Mayor Bubba                              |       |
| 1998 | Rugrats Adventure Game            | Alien Queeg / Trashman #2 / Male Teacher |       |